# Literatura de Alfonso X el Sabio

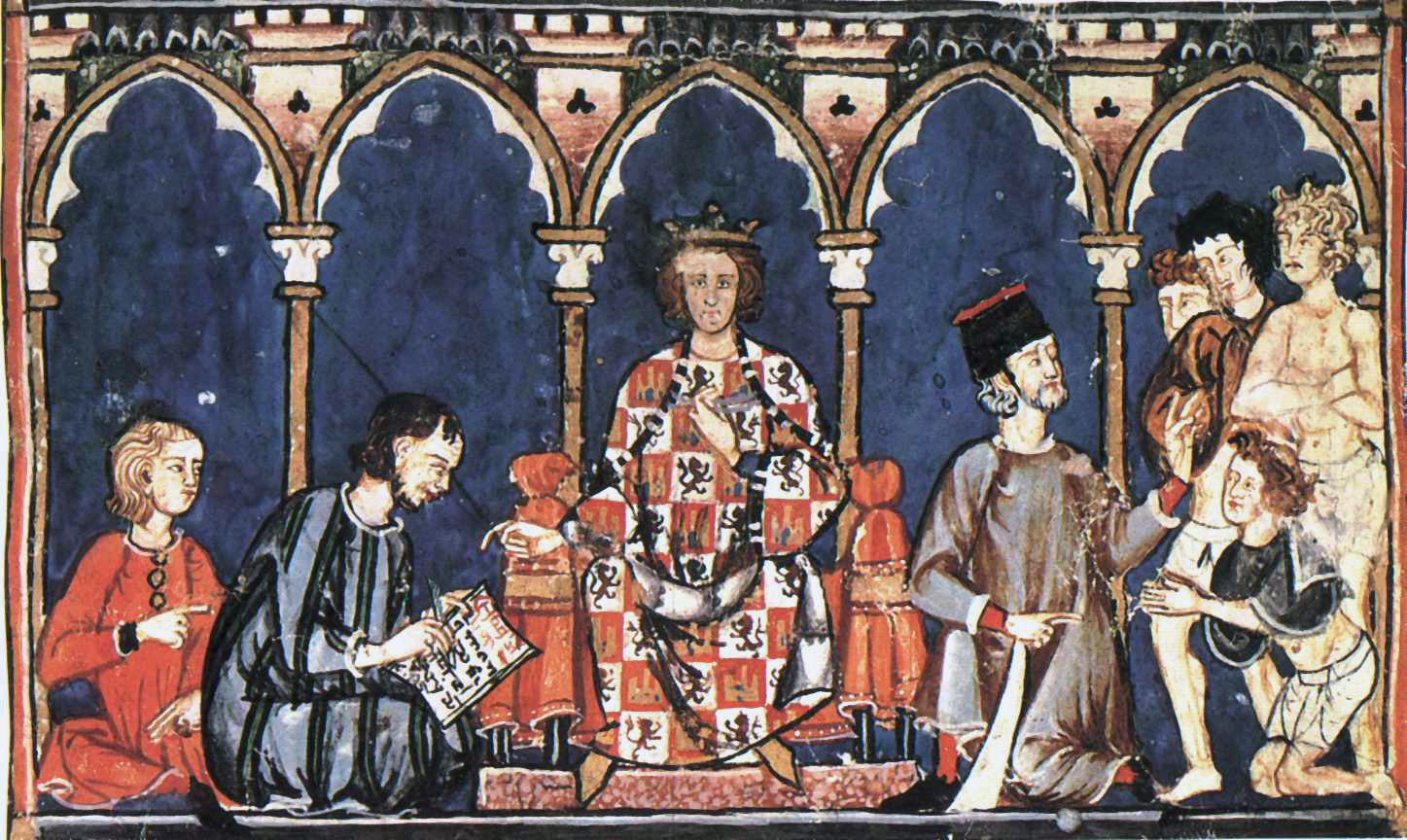
Alfonso X el Sabio con sus colaboradores del escritorio real.

Por literatura de Alfonso X el Sabio se entiende toda la obra literaria de carácter lírico, jurídico, histórico, científico y recreativo realizada en el ámbito del escritorio del rey Alfonso X el Sabio.
Alfonso X patrocinó, supervisó y a menudo participó con su propia escritura y en colaboración con un conjunto de intelectuales latinos, hebreos y musulmanes conocido como Escuela de Traductores de Toledo, en la composición de una ingente obra literaria que inicia en buena medida la prosa en castellano.
Los manuscritos copiados en el escritorio de Alfonso X son volúmenes lujosos, de gran calidad caligráfica e iluminados profusamente con miniaturas. Estaban, por tanto, destinados a poderosos nobles que pudieran costear la riqueza de estos códices y que compartían el proyecto de uso de la lengua castellana como instrumento político al servicio de la corte, ya que los libros utilizados en Universidades medievales o Estudios Generales eran más baratos, manejables y escritos generalmente en latín, lengua de uso habitual entre los letrados. Sin embargo, la mayoría de las obras alfonsíes se han conservado solo en manuscritos posteriores, menos cuidados, pues los preciosos manuscritos del escritorio real se perdieron o destruyeron en algún momento.
El castellano utilizado en las obras alfonsíes es muy variado: hay obras que presentan un castellano con influencias leonesas, y otras que presentan una lengua más bien oriental, a pesar de que tradicionalmente se afirmaba que la variedad preferida era la de Toledo. Sin embargo hay que notar que en el terreno de la lírica, Alfonso X usó el galaicoportugués, lengua en la que se escribieron las Cantigas de Santa María.

## Obra lírica
Debidos a la mano del monarca son un conjunto de 44 poemas de «escarnio y maldecir» escritos en lengua galaico-portuguesa (cantigas d'escarnho e maldizer) dirigidos a grandes hombres tanto eclesiásticos como laicos y a otros trovadores, de que hay edición moderna. Hay varias invectivas destinadas a Pero da Ponte, poeta de la corte de su padre Fernando III el Santo, que constituirían una disputa cruzada posiblemente en el tiempo en que Alfonso era aún príncipe. El estilo de estas cantigas d'escarnho es burlesco e ingenioso y no se arredra en el tono satírico e incluso procaz contra quienes habían sido oponentes al futuro rey de Castilla.
Pero son las Cantigas de Santa María la obra cumbre lírica del rey sabio, y poseen un gran interés tanto desde el punto de vista literario como desde el musical y plástico.

### Cantigas a Santa María

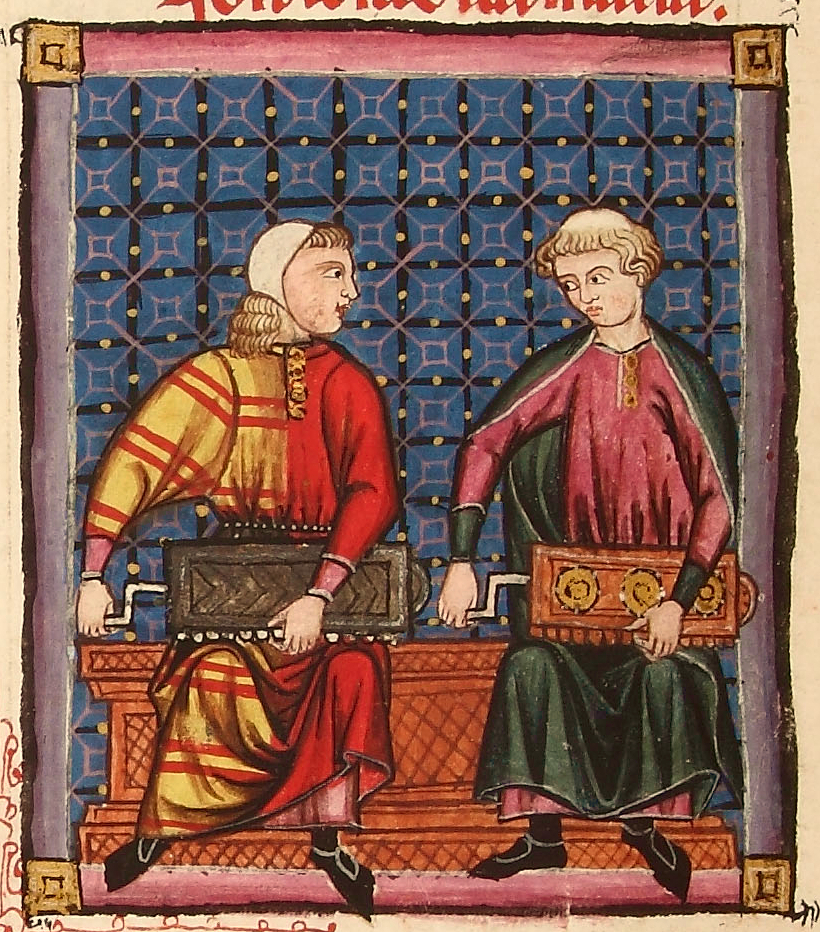
Miniatura de las Cantigas a Santa María.

La única producción literaria de Alfonso X no escrita en castellano es esta obra de inspiración mariana y carácter lírico, para la que utilizó la lengua galaico-portuguesa. Muchas de las cantigas de este libro fueron compuestas por Alfonso X de su propia mano. Incluso se percibe un tono personal en algunas de las canciones que adoptan el carácter de himnos de loor a la Virgen. Asimismo, en varias de las narraciones aparece el propio monarca o sus familiares como personajes protagonistas.
El texto consta de 427 poemas narrativos y líricos que adoptan una métrica muy variada basada en la estructura de canción con estribillo o rondó. La mayor parte de ellos relatan un acontecimiento milagroso o de santidad; a modo de episodios legendarios, como era habitual en el género de las vidas de santos. Sin embargo, un diez por ciento de estas canciones son «cantigas de loor», o himnos en alabanza de la Virgen. Estas cantigas de loor se acompañan de la partitura musical, y constituyen uno de los monumentos de la música medieval española. 
Además, los cuatro códices que las transmiten (uno en la Biblioteca de Florencia, dos en la Biblioteca de El Escorial, otro en la Nacional) constituyen uno de los mejores ejemplos de miniaturas góticas que se conservan. 
A partir de la cantiga número cuatrocientos, el contenido deja de ser principalmente leyendas milagrosas para constituirse en un calendario religioso cristiano que refleja una serie de acontecimientos de tipo litúrgico, preferentemente celebraciones marianas.

## Obra en prosa

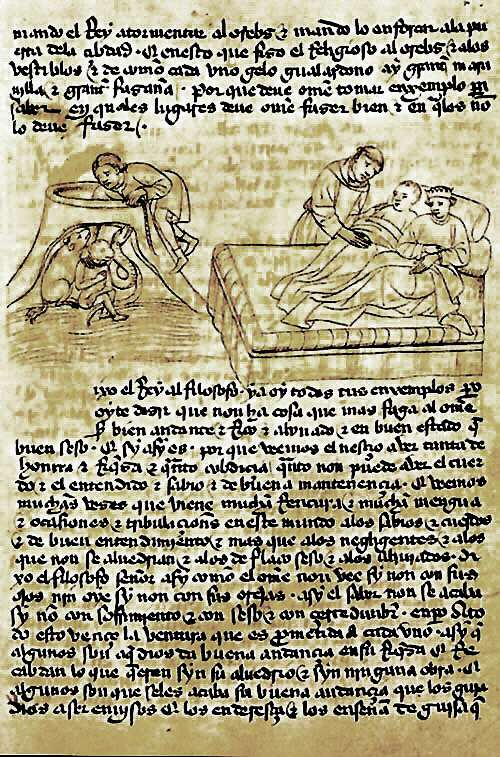
Manuscrito del Calila e Dimna

Antes de 1252, fecha en que fue coronado rey, el príncipe Alfonso, además de escribir las cantigas de escarnio y, muy probablemente, algunos himnos de loor a la Virgen, auspició un libro de cuentos ejemplares (o exempla): el Calila y Dimna. Es este uno de los primeros ejemplos (junto con el Sendebar) de adaptación de la cuentística árabe a la literatura en castellano y, si obviamos los relatos contenidos en las crónicas alfonsíes procedentes de cantares de gesta o leyendas, es la única obra de ficción debida al mecenazgo de Alfonso.
La primera obra de contenido religioso debida al patrocinio de Alfonso X el Sabio, aunque no escrita en su versión final en lengua romance, fue una compilación hecha a petición del rey por Bernardo de Brihuega, un canónigo de Sevilla, que reunió un conjunto de hagiografías (vidas de santos) en latín.
También hay que señalar que algunas obras de gran interés se perdieron, como la versión de la leyenda árabe de la visión de Mahoma del cielo y el infierno. Conocemos esta obra por su versión francesa titulada Livre de l'eschiele Mahomet que fue elaborado, según reza el prólogo, en 1264 por mandato de Alfonso X a partir del original castellano. El texto tuvo gran difusión en la España del siglo XIII. Así, un resumen fue adaptado al latín por Rodrigo de Toledo en la Historia arabum y pasaría a engrosar los materiales de la Estoria de España (caps. 488 y 489). 
Asimismo, el original de un relato cristiano de un viaje al otro mundo titulado el Purgatorio de san Patricio se debió, con bastante certeza, al equipo de escritores alfonsí.
Las obras en prosa del rey Alfonso el Sabio conservadas pueden clasificarse en cuatro apartados según la materia abordada: obra legislativa, histórica, científica y recreativa.

### Obra jurídica
Alfonso X sintió la necesidad de unificar el variado corpus legislativo que se empleaba en el reino de Castilla, que conjugaba desde el derecho romano de la Antigüedad tardía, pasando por el derecho visigótico hasta el derecho consuetudinario castellano. Para ello utilizó un código inspirado en el Derecho justinianeo, que era el que se impartía en la Universidad de Bolonia y en las escuelas jurídicas del sur de Francia, en un intento de sistematización codificada. A esta empresa responden los siguientes tratados legales:

#### Fuero real
El Fuero real fue redactado hacia 1252 y responde a la obligación de dotar de una legislación unitaria para las ciudades castellanas recién reconquistadas. Fue un corpus jurídico influido por el Liber iudiciorum, que constituyó en sus inicios un fuero local otorgado a las ciudades de Aguilar de Campoo y Sahagún en 1255. También es llamado Fuero del libro, Libro de los concejos de Castilla y Fuero castellano.
El código nunca fue derecho castellano propiamente dicho, sino únicamente un fuero concedido por el rey a algunas ciudades según su albedrío, habitualmente para el beneficio del comercio de las mismas y para asentar el poder de la corona frente al feudalismo de la época. Localidades como Peñafiel, Santo Domingo de la Calzada, Béjar o la propia Madrid lo recibieron en su condición de derecho local exclusivamente. No obstante se convirtió pronto en derecho castellano de facto. Las normas promulgadas eran más claras, concisas y justas que las que regían en las grandes ciudades del Reino de Castilla, sometidas al arbitrio de los señores o de los tribunales locales. Aunque su implantación no estuvo exenta de polémica Alfonso X impuso en algunos casos el Fuero real por encima de las normas locales, enfrentándose en ocasiones a la nobleza, pues llegó a eliminar privilegios que, a su entender, mermaban el buen gobierno.

#### Espéculo
La existencia del Espéculo está documentada en una mención que data de 1255. Esta obra sienta los fundamentos legales teóricos para sobre él construir un corpus jurídico argumentado. Posiblemente es también el punto de partida de las restantes obras jurídicas alfonsíes. Su redacción quedó incompleta, y gran parte de sus materiales pasaron a conformar su obra magna en el campo del Derecho, las Siete Partidas.
Nunca llegó a promulgarse y las circunstancias de su composición no son claras. Es posible que fuera un borrador de una sección de las Siete Partidas, aunque algunos críticos argumentan que es una obra compuesta durante el reinado de Sancho IV o su hijo Fernando IV.

#### Setenario
El Setenario presenta una forma miscelánea. En la línea de un espejo de príncipes (speculum principis), el Setenario, probablemente proyectado por Fernando III el Santo, comenzó siendo esencialmente un libro de derecho canónico, cuya estructura se ajusta a la cifra mágica que era el número siete. 
Contiene además información de carácter enciclopédico sobre los sacramentos destinada al uso sacerdotal y variadas reflexiones acerca del culto a la naturaleza desde el punto de vista pagano. Debido a este carácter mixto la crítica ha dudado a la hora de establecer el género literario al que pertenece.

#### Siete Partidas
Se trata de la obra más ambiciosa de Alfonso X en este ámbito. Compuesta entre 1256 y 1265, recoge los fundamentos teóricos de las anteriores obras legales y formula un código jurídico de carácter universal y general aplicación para el reino de Castilla que regula la vida de Castilla en todos los ámbitos, tanto religiosos como civiles. 
Esta base jurídica se prolongó durante siglos, y su influencia llega hasta nuestros días. Las Partidas no fueron promulgadas en vida de Alfonso X, puesto que no llegó a componerse una edición definitiva. Se divide en siete partes:

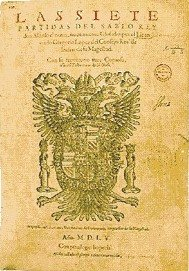
Edición de Gregorio López de las Siete Partidas

- Primera parte: Aborda la fundamentación del derecho y pasa a ocuparse esencialmente del derecho canónico.
- Segunda: Trata acerca del gobierno y de las relaciones jurídicas entre señores y vasallos.
- Tercera: Derecho procesal y derecho civil.
- Cuarta: Derecho del matrimonio, de familias y linajes y de estados sociales.
- Quinta: Derecho mercantil.
- Sexta: Derecho testamentario y de herencia
- Séptima: Derecho penal.

Los apartados en que se divide no suponen compartimentos estrictos. Se organiza además en títulos (182) y leyes (2479), estas encabezadas por un epígrafe que indica su contenido de manera más o menos aproximada. 
Sus fuentes provienen del derecho anterior leonés (el Fuero juzgo), y de las obras jurídicas antes citadas del propio monarca, el Fuero real y muy probablemente el Espéculo. Para la «Primera partida» se refundió el Setenario, probable borrador de esta sección.
Del derecho romano tardío, influyó el Corpus Iuris Civilis de Justiniano y la legislación para la vida eclesiástica, fundamentalmente el Decreto de Graciano y las colecciones canónicas o Decretales.
No faltan entre sus fuentes las eclesiásticas, así como las enseñanzas de los exempla de la Disciplina clericalis del intelectual judeoconverso Pedro Alfonso de Huesca. También recogen Las Partidas material de obras de carácter sapiencial o de literatura gnómica, como los Bocados de oro.
Desde el punto de vista literario, la prosa jurídica no dista demasiado de otros géneros medievales, e incluso influyeron poderosamente en su gestación, como es el caso del poema de debate.

### Obra histórica

#### Estoria de España

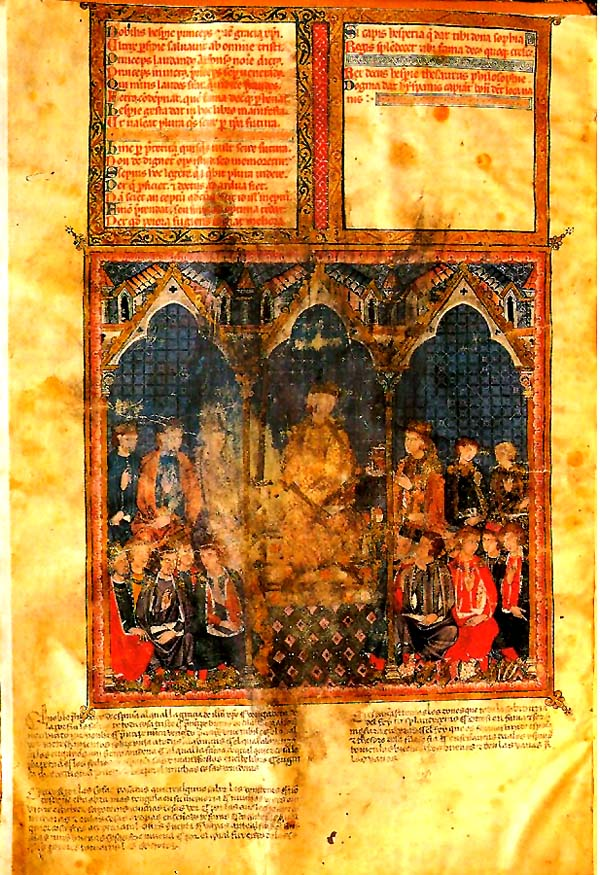
Manuscrito de la Estoria de España.

La Estoria de España, conocida en la edición de Menéndez Pidal como Primera Crónica General, constituye la primera Historia de España extensa en romance. Su contenido alberga cronológicamente desde los orígenes bíblicos y legendarios de España hasta la inmediata historia de Castilla bajo Fernando III.
La obra tuvo dos redacciones. La primera comienza poco después de la llegada al trono del rey castellano (h. 1260) y concluye hacia 1274 y la segunda, llamada Versión crítica, fue elaborada entre 1282 y 1284, fecha de la muerte del monarca.
En su primera redacción, la obra, completada en los primeros años de la década de 1270, constaba de cuatrocientos capítulos. Sin embargo, en 1272, el rey sabio emprende otro monumental proyecto, al que dedicará nuevas energías: la compilación de una historia de carácter universal titulada General estoria (o Grande e general estoria), lo que interrumpiría la redacción de la Estoria de España, ya que, además de tener que derivar hacia la nueva empresa una gran cantidad de recursos humanos,el concepto acumulativo y ab initio de la historiografía de la época hacía que los contenidos de la Estoria de España se solapaban en gran medida con los de la Historia Universal iniciada.
Sin embargo fue la Estoria de España la que se difundió, amplió, y sirvió de canon de la historiografía española hasta bien entrada la Edad Moderna. La versión definitiva aprobada por Alfonso X llegó hasta el capítulo 616. Así pues, las contradicciones de los últimos capítulos de la refundición hecha por Menéndez Pidal en su Primera Crónica General, no deben ser atribuidas a la voluntad del rey, sino a la utilización para esta parte por parte del erudito español de manuscritos tardíos e insatisfactorios.
Para contar la historia de España, Alfonso X se remonta a los orígenes hallados en las fuentes bíblicas, a Moisés, para continuar utilizando mitos y leyendas de la historia antigua griega y latina. Según avanza el relato, aumenta la prolijidad en los detalles, sobre todo desde las invasiones germánicas hasta Fernando III, en que las fuentes más abundantes son crónicas y cantares de gesta peninsulares. 

Pero las obras más importantes de las que bebe el texto alfonsí son las dos grandes crónicas latinas que proporcionaban el conocimiento más completo de la historia de España de aquel tiempo: el Chronicon mundi (1236), de  Lucas de Tuy, obispo de Tuy, llamado «el Tudense», y De rebus Hispaniae (1243), de Rodrigo Ximénez de Rada, obispo de Toledo, conocido como «el Toledano». Además, la Estoria de España se sirvió de otras crónicas latinas medievales, la Biblia, la historiografía clásica latina, leyendas eclesiásticas, cantares de gesta en romance e historiadores árabes.

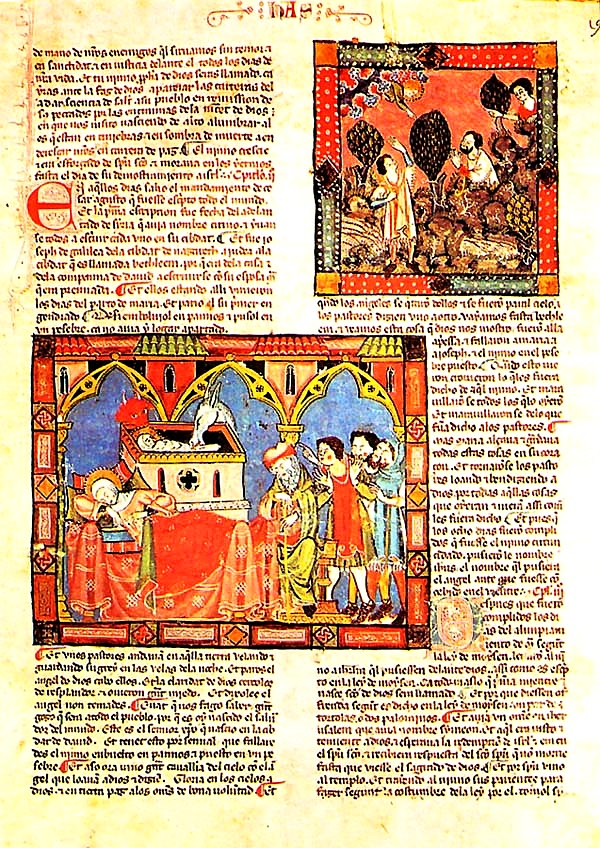
Manuscrito de la Grande e general estoria (códice de El Escorial) de Alfonso X el Sabio.

#### General estoria
La General estoria, también llamada Grande e general estoria, es una muy ambiciosa obra que aspira a ser una historia universal desde la creación del mundo. La obra quedó incompleta ya que se interrumpe en la sexta parte. Su redacción fue emprendida, al parecer, en 1270, cuando ya estaba muy avanzada la Estoria de España. Es posible que el inicio de este otro gran empeño historiográfico retrasó y aun impidió concluir en su forma definitiva también el de la historia de España, debido a la gran cantidad de intelectuales que hubieron de ser derivados a esta segunda magna empresa histórica.
Aunque tiene fuentes y características comunes a la Estoria de España, en este caso se primó el interés por los libros de historia de la Biblia y por los historiadores clásicos disponibles en el escritorio real, que eran aquellos que mantuvieron viva su vigencia en la tradición medieval, como Ovidio (del que se extraen fragmentos de su Metamorfosis y las Heroidas; Lucano, del que se tradujo su Farsalia) o el Pseudo-Calístenes que aportaba noticias de la vida de Alejandro Magno. También se utilizan materiales del Renacimiento del siglo XII, sobre todo obras francesas: el Roman de Thèbes, el Roman de Troie (para las materias tebana y troyana), el Alexandreis de Gautier de Châtillon (para el emperador macedonio) o la Historia regum britanniae, del galés Geoffrey de Monmouth, para la materia artúrica.
El propósito de la obra aparece en el siguiente texto:

yo don Alfonso [...] después que ove fecho ayuntar muchos escritos e muchas estorias de los fechos antiguos escogí d'ellos los más verdaderos e los mejores que ý sope e fiz ende fazer este libro. E mandé ý poner todos los fechos señalados tan bien de las estorias de la Biblia como de las otras grandes cosas que acaecieron por el mundo desde que fue començado fasta'l nuestro tiempo.

Del mismo modo que sucedía en la Estoria de España, el propósito perseguido es vincular su monarquía con la historia desde el origen de los tiempos hasta llegar a su reinado, puesto que Alfonso X el Sabio ambicionaba el título de emperador. Se trataba de una empresa política que perseguía situar a Castilla a la cabeza de los reinos cristianos peninsulares y para ello el monarca se dotaba de una adecuada justificación histórica.

### Obra científica

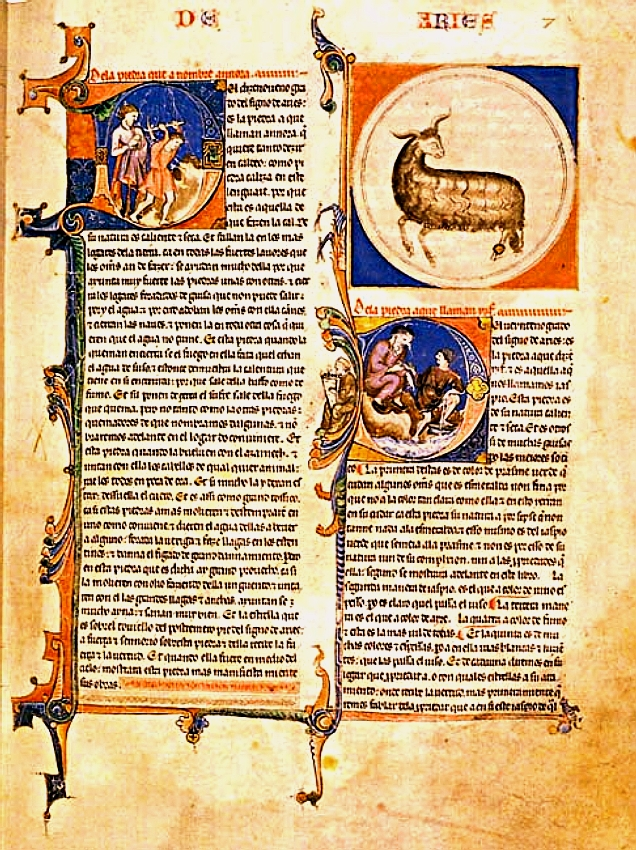
Manuscrito del Lapidario

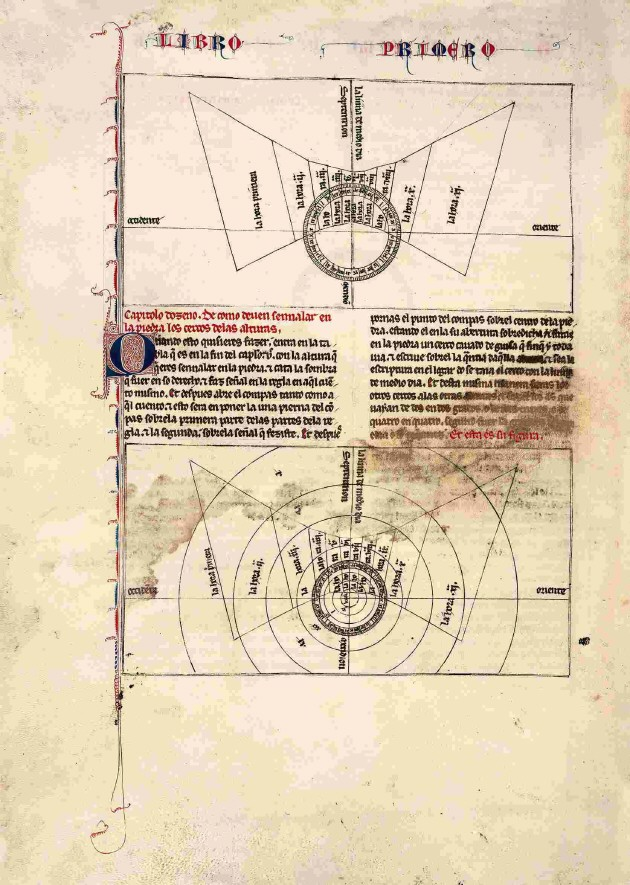
Folio del Libro del saber de astrología.

La producción de libros de ciencia del escritorio regio es variada y procede de los avances de la ciencia andalusí. El Lapidario aúna el estudio de las propiedades de las piedras con la medicina y la astronomía, y el Picatrix constituye un tratado de magia helenística de raigambre neoplatónica. Pero la mayoría de ellos abordan la ciencia máxima de la época, la astronomía, que en la época era una disciplina superior a la matemática, aunque conjugaba sus saberes con los de la astrología. A este campo del saber pertenecen el Libro del saber de astrología —que reúne varios tratados acerca de la fabricación de instrumentos de observación y medida, como astrolabios, la azafea de Azarquiel y los relojes de Isaac ben Sid—, el Libro de la ochava esfera, el Libro complido en los judizios de las estrellas, el Libro de las cruces (que trata de astrología judiciaria), los Cánones de Albateni (una traducción del tratado árabe de Ibn Yabir al-Battani) y, quizá, el más influyente: las Tablas alfonsíes, unas tablas astronómicas que gozaron de amplia difusión en toda Europa. 

#### Lapidario
El Lapidario es un tratado médico y mágico acerca de las propiedades de las piedras en relación con la astronomía redactado hacia 1250 que se conserva en la Biblioteca de El Escorial. Pudo ser traducido de nuevo, enmendado, añadido y reorganizado entre 1276 y 1279.
La obra fue ampliada en 1279 con el Libro de las formas e imágenes que están en los cielos, más conocido como Tablas del Lapidario. El libro es una summa de tratados griegos, helenísticos y árabes compilados probablemente por Yehuda ben Moshe, médico real y destacado astrónomo.
El códice está iluminado por unas cincuenta miniaturas de animales del zodíaco. En este tipo de tratados medievales de origen árabe sobre las virtudes curativas y mágicas de las piedras, la astrología desempeñaba un gran papel, pues modificaba las propiedades de estas.

#### Libro complido en los judizios de las estrellas
Se trata de una adaptación del tratado de Ibn ar-Rigal (El Abenragel de los cristianos) traducido en 1254 por Yehuda ben Moshe. Conjuga, como es habitual en la época, la ciencia de la astronomía con la astrología. Se ocupa de los signos del zodíaco, de los planetas y sus cualidades, de los movimientos celestes y de su influencia en la vida humana.

#### Tablas alfonsíes

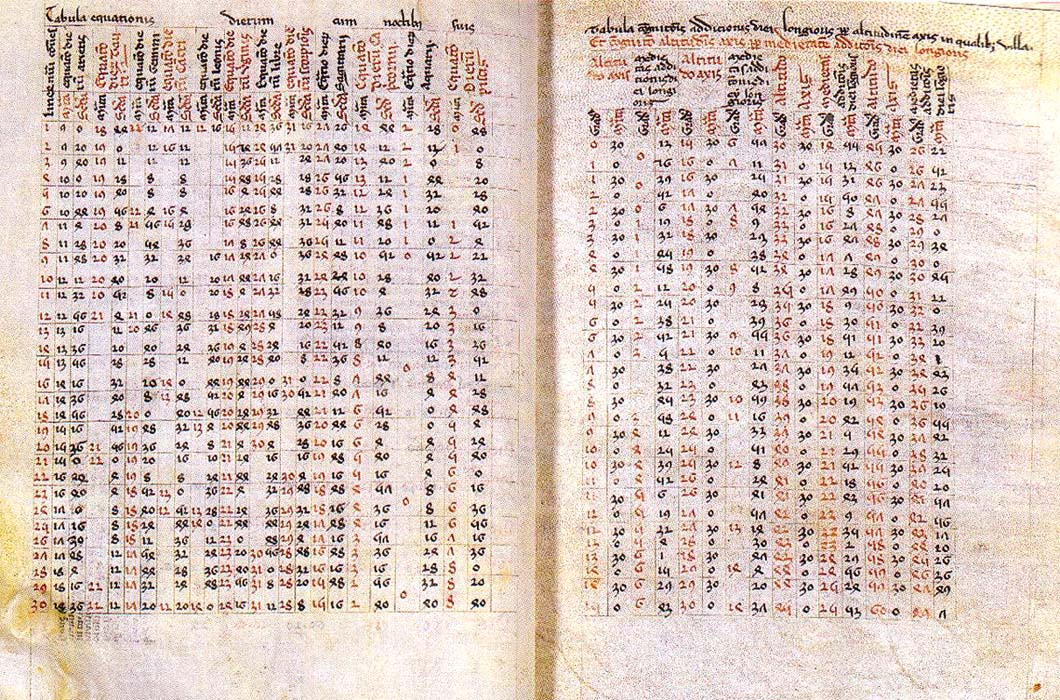
Tablas astronómicas de Alfonso X el Sabio.

Son tablas astronómicas que contienen las posiciones exactas de los cuerpos celestes en Toledo desde el 1 de enero de 1252, año de la coronación del rey Alfonso, y que informan del movimiento de los respectivos cuerpos celestes. La influencia de estas Tablas llegó a Europa a través de una revisión francesa de comienzos del siglo XIV, cuyo uso llegó incluso hasta el Renacimiento.
El objetivo de estas tablas era proporcionar un esquema de uso práctico para calcular la posición del Sol, la Luna y los planetas de acuerdo con el sistema de Ptolomeo. La teoría de referencia preveía movimientos según epiciclos y sus deferentes. Durante mucho tiempo fueron la base de todas las efemérides que se publicaron en España.
Las observaciones originales provienen del astrónomo árabe cordobés del siglo XI al-Zarkali, y la revisión de la misma se fundó en las observaciones llevadas a cabo en Toledo por los científicos judíos alfonsíes Yehuda ben Moshe e Isaac ben Sid entre 1262 y 1272.

### Obra recreativa
Entre estas obras de deporte o recreo de nobles, se encuentran un tratado de cetrería de Muhammad ibn allah al-Bayzar (llamado por los cristianos Moamín, halconero árabe del siglo IX), el Libro de los animales que caçan, y un libro sobre juegos de mesa que describe y enseña el ajedrez (aunque tenía reglas algo distintas al moderno), los dados y las tablas. Rasgos de estos dos últimos juegos han llegado también hasta hoy en el backgammon y el alquerque respectivamente.

#### Libro de los juegos

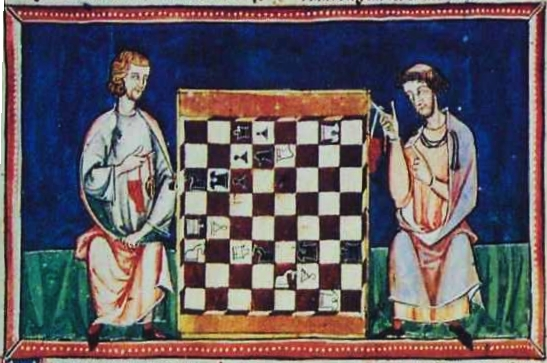
Problema de ajedrez n.º 35 del Libro de los juegos.

Llamado también Libro del axedrez, dados e tablas, es el tratado de ajedrez más antiguo que se conserva en Europa y consta de 98 páginas ilustradas con numerosas miniaturas que muestran las posiciones de los juegos.
Es uno de los documentos más importantes para la investigación de los juegos de mesa. El único original conocido se encuentra en la biblioteca del Monasterio de El Escorial. Una copia de 1334 se conserva en la biblioteca de la Real Academia de la Historia.
Documenta el estado y las reglas del ajedrez medieval en la época en que se introduce en los reinos cristianos procedente del islam. El ajedrez del siglo XIII es distinto al moderno, surgido de la revolución que supuso el ajedrez a la rabiosa en el siglo XV y refleja Luis Ramírez de Lucena en su tratado de época renacentista Repetición de amores y arte de ajedrez (Salamanca, 1497). Básicamente se trataba de un juego más lento, con menos posibilidades de obtener una victoria por jaque mate y cuyos tratados didácticos (como el del rey sabio) daban mucha importancia a la resolución de imaginativos problemas ajedrecísticos.

### Obra perdida
Conocemos la existencia de otras importantes obras redactadas por el escritorio alfonsí que no han llegado hasta nuestros días, al menos en su versión final en castellano. Así ocurrió con la Escala de Mahoma, una obra en castellano de 1264, que se nos ha transmitido en un ejemplar en latín y una traducción al francés. También el Livre des secrets de nature nos llegó en francés, aunque tuvo una redacción en castellano, pues en el prefacio se informa de que el rey sabio ordenó que fuera vertido a esta lengua a partir del original griego y una versión intermedia en latín. Del Liber Razielis solo se conserva su versión en latín, traducida en 1259 posiblemente por Juan D'Aspa.

## Cronología
- 1250?, Libro de las animalias (traducción parcial de la obra de Moamín).
- 1254?, Judizios de las estrellas.
- 1256?, Picatrix de Alfonso X.
- 1259, Libro de las cruzes.
- 1250?-1279?, Lapidarios de Alfonso X.
- 1254?-1260?, Tablas de Zarquiel.
- 1254?-1260?, Cánones de Albateni.
- 1256?-1265?, Libro de las leyes.
- 1270-1284, Estoria de España I.
- 1272-1275, General Estoria I.
- 1276-1279, Libro de las formas y de las imágenes.
- 1277, Libros del saber de astronomía.
- 1277, Libro del cuadrante señero.
- 1280, General estoria IV.
- 1283, Libros de ajedrez, dados y tablas.
- 1284?-1347; Estoria de España II.
- Siglo XIII-XIV, General estoria V.
- Siglo XIV, General estoria II.
- Siglo XIV, General estoria VI.
- Siglo XV, General estoria V.

## Trascendencia de su obra
El debate sobre la medida de la participación de Alfonso X en la obra que promovió sigue abierto. De lo que no cabe duda es de que, además de impulsor, mecenas y director de la obra que produjo, él fue el responsable de la elección de los libros que habrían de componerse, además de supervisar estrechamente el resultado final.
Puede afirmarse, además, que intervino en cuestiones de estilo, con lo que su responsabilidad en la fijación de la prosa castellana es de suma importancia, corrigiendo pasajes de su propia mano. Así, en el Libro de la ochava esfera, declara que:

tolló las razones que entendió eran sobejas et dobladas et que no eran castellano drecho, et puso las otras que entendió que complían; et cuando en el lenguage, endreçólo él por síse
Libro de la ochava esfera, apud Deyermond (2001), pág. 171.

A partir de su obra la norma utilizada en castellano se desplazará de la usada en la región de Burgos a la de Toledo. Las soluciones sintácticas y léxicas que tuvo que adoptar Alfonso X supusieron un notable esfuerzo, por cuanto derivaban en gran medida de la necesidad de traducir lenguas con un desarrollo técnico y literario muy evolucionado, como el latín, el árabe o el hebreo, mientras que el romance castellano carecía de una tradición literaria asentada en los campos científicos y humanísticos que abordó el rey sabio. Esto afectaba tanto a carencias de vocabulario como de conectores de oraciones complejas. A pesar de todo ello, la prosa alfonsí no dejó de utilizar recursos sintácticos precarios, sobre todo si los comparamos con los que ofrecían las lenguas de cultura de la época citadas. No obstante el enriquecimiento de la prosa en castellano fue notable.
La mayoría de los préstamos léxicos proceden del latín y su incorporación supuso un aumento notable del léxico castellano, gracias a la utilización de neologismos que adaptaban levemente su fonética a los usos de la lengua romance. Cuando una palabra aparecía por primera vez en la escritura, era definida y a partir de ese momento se incorpora con naturalidad al resto de la obra. Asimismo se produce, debido a la unidad del escritorio alfonsí y a la labor de director del rey, una regularización en todos los planos de la lengua.
No hay que olvidar que el móvil de toda su labor, incluyendo la literaria, es la idea del predominio político de Castilla como cabeza de un proyecto que data de la primacía real y eclesiástica visigoda de Toledo y que tiene su continuidad en el afán de Alfonso X de reunir los reinos de España bajo el cetro imperial. Pese a que no consiguió coronarse, como era su deseo, emperador, la misma concepción de una Estoria de España delata una idea unitaria de los territorios de la península ibérica, aunque en esta época era una realidad más geográfica y conceptual que efectivamente política. Sin embargo, el conocido pasaje de la citada obra histórica donde describe la geografía española con tono encomiástico —«Del loor de España cómo es complida en todos los bienes»— tiene su precedente en uno similar de san Isidoro de Sevilla, germen de la conciencia de una entidad política y del llamado problema y ser de España en el pensamiento posterior.